# Claudina Rodrigues-Pousada
Claudina Rodrigues-Pousada (Tadim, 1941- 2021),  bioquímica portuguesa que criou o laboratório Genómica e Stress no Instituto de Tecnologia Química e Biológica António Xavier da Universidade Nova e que foi membro da Organização Europeia de Biologia Molecular (EMBO) e fellow da American Association for the Advancement of Science.

## Percurso
Claudina Rodrigues-Pousada nasceu em 1941, em Tadim, no concelho de Braga (Portugal) e faleceu no dia 2 de Março de 2021.
Licenciou-se em Farmácia pela Universidade do Porto em 1968, embora se tenha matriculado primeiro em Matemática. Mais tarde doutorou-se em Bioquímica no Instituto de Biologia Física e Química.
Estudou investigação no Instituto Gulbenkian de Ciência, foi aluna no Instituto de Biologia Físico-Química do IBPC e da Universidade Diderot de Paris. Em 1979 concluiu o doutoramento e em 1976 foi contratada pela Fundação Calouste Gulbenkian como investigadora adjunta do Instituto Gulbenkian de Ciência passando a Investigadora sénior em  em até 31 de 1984 cargo que manteve até 1999.
Em 2000, foi dar aulas no  Instituto de Tecnologia Química e Biológica António Xavier da Universidade Nova e criou o Laboratório de Genómica e Stress, o primeiro laboratório português a sequenciar genes.

## Trabalho
Claudina especializou-se em metabolismo celular e genómica. Através do seu trabalho de investigação procurou perceber, de que forma os organismos vivos conseguem manter o controlo homeostático, em ambientes que não reúnem condições ambientais favoráveis, através da reprogramação genética.
Assim, recorreu à levedura para estudar a reacção dos fungos a stressores ambientais, como o ferro, o arsênico e o óxido nítrico; e também a forma de como estes regulam a homeostase celular.
É autora e co-autora de vários artigos científicos publicados em vários periódicos.
Em 2016 publicou a biografia Quarenta anos de investigação: na voragem do tempo. 

## Prémios e reconhecimento
Ao longo da sua carreira Claudina Rodrigues-Pousada tem recebido várias distinções, entre elas:
1994 - Foi eleita membro da  Organização Europeia de Biologia Molecular (EMBO) 
1994 - Ganhou o primeiro Prémio em Genética atribuído pelo Instituto de Genética Médica Doutor Jacinto Magalhães, no Porto.
2001 - Foi distinguida com o Prémio de Excelência, pelo Ministério da Ciência, Tecnologia e Ensino Superior 
2001 - Recebeu o Prémio de Mérito Científico, pelo Ministério da Ciência, Tecnologia e Ensino Superior 
2004 - Foi eleita Membro Honorária Vitalícia pela Cell Stress Society International 
2009 - Foi considerada Figura do Ano nos Prémios Almofariz 
2009 - Recebeu o Diplôme d'Honneur, a distinção mais alta atribuída pela FEBS (Federação das Sociedades Bioquímicas Europeias) 
2010 - Recebeu o Prémio Seeds of Science Consagração atribuído pelo jornal Ciência Hoje 
2011 - Foi eleita Fellow da American Association for the Advancement of Science.
2016 - Foi uma das cientistas homenageadas pela Ciência Viva na exposição e livro "Mulheres na Ciência" 

2019 - Recebeu Medalha de Mérito Científico do Ministério da Ciência, Tecnologia e Ensino Superior 